# Kamila Barbosa
Kamila Barbosa Vito da Silva (ur. 13 września 1988) – brazylijska zapaśniczka walcząca w stylu wolnym. Zajęła osiemnaste miejsce na mistrzostwach świata w 2021 roku. 
Piąta na igrzyskach panamerykańskich w 2019 i siódma w 2015. Brązowa medalistka mistrzostw panamerykańskich z 2020 i 2021. Wicemistrzyni Ameryki Południowej w 2017 i 2019 roku.